# 田中くんはいつもけだるげ
『田中くんはいつもけだるげ』（たなかくんはいつもけだるげ）は、ウダノゾミによる日本の漫画作品。スクウェア・エニックスのウェブコミック配信サイト『ガンガンONLINE』にて、毎月第2・第4週更新で2013年7月25日更新分から2019年7月25日まで連載された。略称は「たなけだ」。いつも無気力な主人公・田中と、彼を取り巻く同級生たちの学園生活を描いたインセンシティブ青春コメディ。作品には、実在の映像・映画作品や、ゲーム作品のパロディが散りばめられている。シリーズ累計発行部数は150万部を突破している。

## 登場人物

### 主要人物
田中（たなか）
声 - 小野賢章
本作の主人公。いつも居眠りばかりしている高校生で、1年F組の男子生徒。7月25日生まれ、身長167センチメートル、体重48キログラム、血液型はB型。起きている間の態度は一貫して、けだるげ。基本的に日常の如何なることに対しても一切のやる気を見せないが、その一方でだらけるための努力は惜しまないという、一見矛盾した一面を持つ。カナヅチで泳げないが、あまりにも体が脱力しているため、水に浮くことができる。
学力は低くなく、むしろ本気を出せばテストで80点台をとれるが、目立つことを避け平均である60点台を意図的に狙う。またピアノが弾け、多少のアレンジもできる。地理には若干疎い。無口でボーッとしているが、その割に周りの物事はよく見えている。
眠ってしまった際は小脇に抱えて運んでもらったり、昼休憩に起こしてもらったりなど、常日頃から何かと太田に世話を焼いてもらっており、そのおかげで何とか毎日の高校生活を乗り切っている。本人も太田がいなければ生きていけないと語っている。ケンカもしないため、2人の関係性はもはや老夫婦のそれに近い。
また、だらけていることがよくないということは自覚しており、周りに迷惑をかけていることを自覚している部分はあるものの、本能の赴くまま生活している。
本人曰く異性に対する好奇心や年相応の下心は人並みに持ち合わせているが、それを満たすまでのプロセスが面倒であるため前面に出てくることは少ない。異性からの好意には非常に鈍感で、白石の想いには全く気付いていないが、時折、意識したり照れたりと、少しだけ気になりつつある。妹の莉乃に対しても、いつも迷惑をかけて怒らせていると勘違いをしている。
太田（おおた）
声 - 細谷佳正
寡黙で大柄な男子生徒。田中のクラスメイト。5月5日生まれ、身長184センチメートル、体重72キログラム、血液型はO型。自ら動こうとしない田中をいつも抱えているためか、かなり筋肉質。長い金髪に鋭い三白眼と強面だが、家事全般に長け、面倒見が良く困った人を見過ごせないなど、見た目に反したおかん系男子。クラスの女子からの評判も良い。料理ができ、洗い物は歌いながらすすぐ。年末の一大イベントであるという年末の大掃除はやり出すと止まらず、梅雨前には万全のカビ対策を施し、思い出してほくそ笑む。
様々な店のスイーツの情報が脳内にデータベース化され、文化祭で行方不明になった田中を捜す間も模擬店のスイーツの誘惑に負けるほどの甘党。白石作のマカロンの完成度に感動し、以降彼女のことをマカロン師匠と呼んでいる。逆に苦い食べ物は苦手であり、コーヒーにはスティックシュガーを3本も入れる。
真面目な性格だが、空回りしてしまうことが多い。田中に負けず劣らず恋愛には鈍感で、白石や越前の思いには全く気がつく素振りがないが、胸の大きさで白石を判別した田中に対し「デリカシーがない」と感じるだけの心はある。
気絶するほどおばけが苦手。
宮野（みやの）
声 - 高森奈津美
何事も全力で頑張る小柄な女子生徒。田中のクラスメイト。3月3日生まれ、身長141センチメートル（本人談）、血液型はA型。美術部所属。太田と並ぶとコマに入らず、一番小さいサイズの大人用浴衣でさえブカブカになる。作中で唯一、白石が田中に好意を抱いていることを知っている人物であり、彼女の恋を応援していろいろ手助けをしている。一度何かに思い悩むと、普段の彼女の様子からは考えられないようなけだるさを無意識に醸し出し、ポエミーなセリフを口走る。そのけだるさは田中を凌ぐほどであり、師匠と呼ばれる田中曰く免許皆伝。
田中のけだるい立ち振る舞いを真似ることで大人の女性の品格を身につけ、好きな人に近づこうと、勘違いに近い考えで半ば強制的に田中に弟子入りをする。しかし性格が災いしてけだるい行動をとるために頑張ってしまうため、田中からは向いていないと破門されるが、それでも彼を慕い続け師匠と呼ぶ。
越前のことは「宇宙における全生命体の中で1番好き」と豪語するほど。
白石（しらいし）
声 - 小岩井ことり
男女ともに人気の高い才色兼備の女子生徒。田中のクラスの委員長を務める。4月22日生まれ、身長160センチメートル、血液型はAB型。中学生まではぼっちな芋ガールであり、高校入学を期に一念発起し、高校デビューを果たした（髪型はまゆゆを参考にしたらしい）。結果、熱狂的な親衛隊が組織されるまでになったが、思考がネガティブであったり、当日になってもその日がバレンタインデーであることに気がつかないなど、若干過去を引きずっている。
優等生キャラと容姿を維持するために様々な無理をしているため、夕方ごろには演じる体力が切れて元の芋ガール（白石旧型と自ら表現している）に戻ってしまうことがある。その姿はあまりに普段と印象が異なるため、周囲からは同一人物であると認識されない。田中には見破られてしまうが、その際に「眩しすぎる（弱点が無い）と近づけない」と励まされ、以降はコンタクトレンズをやめて眼鏡を掛けるようになった。本来の姿については「他の人には内緒にしておいてくれないか」と頼み込み、田中と太田のみが知る秘密となっている。
胸が大きく、着替えの際にそれを目の当たりにした宮野からは「すごい」と評されている。高校デビューに備えて猛勉強したため菓子作りが得意で、その腕前は太田に「有名店並だ」と言わしめるほどである。宮野の浴衣を自作するなど裁縫スキルも高い。
ひょんなことから田中に好意を抱くようになり、宮野に花火大会や体育祭などでいろいろ手助けしてもらうも、本人には一向に気付いてもらえず空回りしてしまう。本人の頑張りと宮野の手助けによって、一緒に昼食を食べたり体育祭で二人三脚をしたりと少しずつ関係は良くなっている。
越前（えちぜん）
声 - 諏訪彩花
太田の幼稚園時代からの幼馴染。作中の主要人物（高校生）の中で唯一彼女だけクラスが別の1年E組。9月17日生まれ、身長165センチメートル、血液型はO型。友人である宮野のことが大好きで、「みゃーの」と呼んでいる。
ヤンキーへの憧れからスカートを長くして学校に通っており、そのスカートが雨に濡れても履き替えようとしなかったり、スケバンには似合わないからと当初は携帯電話を所持していなかったりと、ヤンキーに独特のこだわりを持つ。手紙は毛筆でしたためる上に、文面は果たし状のようになってしまう。
悪ぶってはいるが性格は義理堅く純粋であり、根は乙女。自室をファンシーに飾るなど見かけに反して可愛いもの好きで、宮野の手作りのケーキが可愛すぎて食べられず、カビを生やしてしまったこともある。
時々、太田に対して異性として意識しているような素振りを見せるものの、当の太田が鈍感であるため、気づいてもらえていない。
莉乃（りの）
声 - 悠木碧
田中の妹で中学3年生。11月5日生まれ、身長151センチメートル、血液型はB型。バレー部のマネージャーを務めている。兄とそっくりな容姿をしているため、兄妹であることを知らない人からは、ドッペルゲンガーや田中が女装した姿であると勘違いされることがある。普段は兄同様、無口で表情の変化に乏しいため、冷たい人物に見られがちである。性格は兄とは対照的にしっかり者で、料理や洗濯などの家事スキルも高く、両親が不在がちな田中家の家事一切を仕切る。
好きなタイプは兄のような人であり、兄を溺愛しているいわゆるブラザーコンプレックスである。また、兄ととりわけ仲の良い太田を敵視しており、甘党の太田に執拗に苦いものを与えるなど、しばしば嫌がらせをしている。しかし、そんな兄を巡るライバルと親友が兄妹であると発覚して以来、対応に苦慮している節がある。
早夜（さや）
声 - 東山奈央
太田の妹で中学3年生。3月8日生まれ、身長166センチメートル、血液型はA型。莉乃と同じクラスでバレー部に所属している。
兄同様、（女子としては）長身だが肩幅は正反対に小さく、引っ込み思案で声が非常に小さい女の子。田中兄妹とは異なり容姿は兄と似ていない。
兄のことをゴリラっぽいと思っており、田中に兄のゴリラ度について尋ねられた際、5段階評価で「3ゴリラ」と評した。そんなたくましい兄を頼りにしており、田中兄妹に負けず劣らず仲の良い兄妹である。
志村（しむら）
声 - 興津和幸
田中のクラスメイト。2月23日生まれ、身長171センチメートル、血液型はA型。クールに振る舞う頭脳派であるが、女子に弱い。メガネを掛けていないと本人と認識されないことがある。女子にモテることを目的に生きている節がある。
加藤（かとう）
声 - 井口祐一
田中のクラスメイト。12月31日生まれの射手座だと本人は思っているが、実際は山羊座。身長168センチメートル、血液型はB型。おおらかな性格だがお馬鹿すぎるのが玉に瑕。運動神経がよく、サッカーが好き。志村と共にサッカー部に所属している。

### その他
空良（そら）
宮野の弟。中学1年生。9月20日生まれ、身長177センチメートル、血液型はA型。宮野と対照的に長身で無表情だが、性格は彼女に似て猪突猛進でポジティブ。十八本松中学のバレーボール部のレギュラーであり、試合で莉乃に一目惚れをし、一度は振られるものの懲りずにアタックし続けた結果、好意こそ向けられないものの徐々に気に入られつつある。
姉同様、田中に弟子入りをするが、初めは身長に差があり過ぎて姉弟であると認識されておらず、一緒にいるところを目撃されてなお疑われていた。
吉高（きったか）
声 - 永峰遥
白石の親友の一人。あだ名は「きっちゃん」。長身でボーイッシュな黒髪ショートの女子生徒。4月24日生まれ、身長164センチメートル、血液型はO型。三好と共に、白石の恋路を応援している。
三好（みよし）
声 - 関根明良
白石の親友の一人。あだ名は「みよちゃん」。やや小柄で泣きぼくろのある青髪の女子生徒。10月13日生まれ、身長155センチメートル、血液型はA型。吉高と共に、白石を見守る。茶道部に所属している。
鷲塚先生（わしづか）
声 - 上田燿司
田中のクラス担任の男性教師。担当教科は数学。1月2日生まれ、身長162センチメートル、血液型はA型。穏やかな初老の男性だが、時には厳しい一面を見せることもある。
西園寺（さいおんじ）
声 - 村川梨衣
ハンバーガーショップ「ワクドナルド」などでアルバイトをしている20歳の女子大学生。6月10日生まれ、身長159センチメートル、血液型はA型。
様々なバイトを掛け持ちしており、しばしば遭遇する田中と太田のことが気になっている。時に彼女視点での物語が展開されることがある。
猪熊（いのくま）
声 - 宮下栄治
越前と友人関係のヤンキー。1月29日生まれ、身長177センチメートル、血液型はA型。見た目はいかにもなヤンキー風だが、越前と同じく義理堅い性格で、意外と良い人。
古谷先生（ふるや）
声 - 関根明良
田中の学校の音楽教師。9月25日生まれ、身長159センチメートル、血液型はA型。大人しく気弱な性格の女性教師。田中のマイペースさには振り回されることが多い。
佐藤先生（さとう）
田中の学校の英語教師。10月1日生まれ、身長164センチメートル、血液型はAB型。声が綺麗で、田中が英語の時間に確定で寝るのは彼女の声が原因。ヤンキーだった過去があり、同級生にいじめられていた幼少期の越前を助け、彼女がヤンキーに憧れるきっかけとなった。
石井先生（いしい）
田中の学校の体育教師。1月14日生まれ、身長178センチメートル、血液型はA型。真面目で爽やかな性格で、同僚とも上手くやっている。田中に対しても優しく指導している。
花咲先生（はなさき）
田中の学校の保健の保健医。8月14日生まれ、身長165センチメートル、血液型はO型。セクシーな雰囲気を漂わせている。保健室に訪れる生徒を冷静に観察している。猫のニャン太を飼っている。
越前の母
声 - 紗倉のり子
かなり可愛いもの好きであり、娘である越前も度々付き合わされ、家でフリフリの服を着ていたりする。
小日向（こひなた）
三中女子バレー部の主将。7月7日生まれ、身長173センチメートル、血液型はA型。容姿が太田にそっくりで、早夜の忘れ物を届けに来た太田を見た早夜のチームメイトから妹と勘違いされ、太田本人からも似ていると評された。このことから莉乃から嫌われており、「ゴリ向」と呼ばれている。
ゴードン山根
宮野が所属する美術部の3年生。5月18日生まれ、身長174センチメートル、血液型はAB型。イギリス人の父と日本人の母のハーフ。美術部の部長。田中を美術部に一度入部させるほどおもてなし力が高い。しかし壊滅的に絵が下手であり、感情が高ぶると我を忘れて英語で叫んでしまう。田中と同じクラスの女子である山根は従姉妹。
山根（やまね）
田中のクラスメイト。性格がかなり明るい。文化祭の話のアニメ版では宮野に差し替えられている。前述の通り、ゴードン山根は従兄弟。
遠藤（えんどう）
田中のクラスメイト。山根とは恋人同士。文化祭の話のアニメ版では加藤に差し替えられている。
千原（ちはら）
田中のクラスメイト。山根と遠藤とは友達。文化祭の話のアニメ版では志村に差し替えられている。
南ちゃん
西園寺の働く「ワクドナルド」の新人バイト。やる気はあるものの、かなりの不器用であり、田中が手伝おうとするほど。一方海外に住んでいたことから英語が得意であり、外国人への対応ができる面で英語ができない西園寺から褒められた。

## 書誌情報

### 単行本
- ウダノゾミ 『田中くんはいつもけだるげ』、スクウェア・エニックス〈ガンガンONLINE〉、全13巻
  1. 2014年4月26日発売[9]、ISBN 978-4-7575-4286-0
  2. 2014年7月22日発売[10]、ISBN 978-4-7575-4354-6
  3. 2014年11月22日発売[11]、ISBN 978-4-7575-4474-1
  4. 2015年5月22日発売[12]、ISBN 978-4-7575-4642-4
  5. 2015年11月21日発売[13]、ISBN 978-4-7575-4796-4
  6. 2016年4月22日発売[14]、ISBN 978-4-7575-4947-0
  7. 2016年9月21日発売[15]、ISBN 978-4-7575-4971-5
    - 『アクリルチャームブックマーカー付き 初回限定特装版』 同日発売[16]、ISBN 978-4-7575-4971-5

  8. 2017年4月22日発売[17]、ISBN 978-4-7575-5317-0
  9. 2017年9月22日発売[18]、ISBN 978-4-7575-5478-8
  10. 2018年3月22日発売[19]、ISBN 978-4-7575-5655-3
  11. 2018年9月21日発売[20]、ISBN 978-4-7575-5846-5
  12. 2019年3月22日発売[21]、ISBN 978-4-7575-6055-0
  13. 2019年9月12日発売[22]、ISBN 978-4-7575-6268-4

### ファンブック
- 『田中くんはいつもけだるげ 5.5 OFFICIAL TANAKABOOK』2015年11月21日発売、ISBN 978-4-7575-4797-1
- 『田中くんはいつもけだるげ 13.5 MEMORIAL TANAKABOOK』2019年9月12日発売、ISBN 978-4-7575-6285-1

## テレビアニメ
2016年4月より6月までMBS・TOKYO MXほかにて放送された。キャッチコピーは「頑張らなくても青春は楽しい」。
テレビ放送のほか、シネ・リーブル池袋にて毎週土曜に「田中くんは映画館でもけだるげ」と題し、放送より数時間程度の先行上映会を開催。
劇中の背景美術は主に広島県内の複数の町でロケハンしたものから作品の世界観に合う景色を組み合わせて使用している。

### スタッフ
- 原作 - ウダノゾミ
- 監督 - 川面真也
- シリーズ構成・脚本 - 面出明美
- キャラクターデザイン - 飯塚晴子
- プロップデザイン - 大塚舞
- 美術設定 - 綱頭瑛子
- 美術監督 - 栗林大貴
- 色彩設計 - 重冨英里
- 3D監督 - 須藤悠
- 撮影監督 - 佐藤敦
- 編集 - 坪根健太郎
- 音響監督 - 亀山俊樹
- 音楽 - 水谷広実
- 音楽制作 - ランティス
- 音楽プロデューサー - 伊藤善之、吉江輝成
- プロデューサー - 田中太郎、金子逸人、中川二郎、飯塚寿雄、遠藤哲哉、前田俊博、上治知世、若林由美、吉江輝成、今優子
- アニメーションプロデューサー - 中川二郎
- アニメーション制作 - SILVER LINK.
- 製作 - 製作委員会はいつもけだるげ

### 主題歌
オープニングテーマ「うたたねサンシャイン」
作詞・歌 - Unlimited tone / 作曲 - Luz / 編曲 - 浅田祐介
エンディングテーマ「BON-BON」
作詞・作曲 - rino / 編曲 - 浅田祐介 / 歌 - CooRie

### 各話リスト
| 話数     | サブタイトル           | 絵コンテ | 演出            | 作画監督                                               | 総作画監督        |
| -------- | ---------------------- | -------- | --------------- | ------------------------------------------------------ | ----------------- |
| 第一話   | 田中くんと太田くん     | 川面真也 | 川面真也        | 小野田将人、滝本祥子                                   | 飯塚晴子 大塚舞   |
| 第二話   | 弟子入り志願           | 二瓶勇一 | 福多潤          | 竹森由加、山本亮友                                     | 飯塚晴子 大塚舞   |
| 第三話   | ギャップ少女越前さん   | 相澤伽月 | 相澤伽月        | 堤谷典子                                               | 飯塚晴子 大塚舞   |
| 第四話   | 白石さんの秘密         | 新留俊哉 | 伊部勇志        | 正木優太、桜井正明 木下ゆうき                          | 飯塚晴子 大塚舞   |
| 第五話   | 田中くんの日常         | 岩崎良明 | 反里小也        | 竹森由加、山本亮友                                     | 飯塚晴子 大塚舞   |
| 第六話   | 風邪ひき田中くん       | 黒澤雅之 | 金子伸吾        | 堤谷典子                                               | 飯塚晴子 大塚舞   |
| 第七話   | 田中くんのバレンタイン | 金崎貴臣 | 福多潤          | 中本尚子、塚本歩 松岡謙治                              | 飯塚晴子 小松原聖 |
| 第八話   | 太田くんの受難         | 小林敦   | 小林敦          | 山本亮友、鳥山冬美 村上竜之介                          | 飯塚晴子 小松原聖 |
| 第九話   | ワックへ、ようこそ     | 二瓶勇一 | 伊藤史夫        | 柳瀬譲二、金弼康 櫻井拓郎、堤谷典子 山吉一幸、平田和也 | 飯塚晴子 小松原聖 |
| 第十話   | 田中くんの夏           | 相澤伽月 | 相澤伽月        | 堤谷典子                                               | 飯塚晴子 小松原聖 |
| 第十一話 | 田中くんの文化祭       | 二瓶勇一 | 伊部勇志        | 竹森由加、正木優太 戸羽谷沙知、松岡謙治                | 飯塚晴子 小松原聖 |
| 第十二話 | 田中くんのしあわせ     | 澤井幸次 | 福多潤 川面真也 | 竹森由加、塚本歩 加藤久美子、山本亮友                  | 飯塚晴子 小松原聖 |

### 放送局
| 放送期間                | 放送時間                     | 放送局     | 対象地域   | 備考                                     |
| ----------------------- | ---------------------------- | ---------- | ---------- | ---------------------------------------- |
| 2016年4月9日 - 6月25日  | 土曜 22:00 - 22:30           | TOKYO MX   | 東京都     |                                          |
| 2016年4月10日 - 6月26日 | 日曜 1:58 - 2:28（土曜深夜） | 毎日放送   | 近畿広域圏 | 製作委員会参加 / 『アニメシャワー』第1部 |
| 2016年4月11日 - 6月27日 | 月曜 2:20 - 2:50（日曜深夜） | 広島テレビ | 広島県     | 作者の在住地                             |
|                         | 月曜 2:35 - 3:05（日曜深夜） | テレビ愛知 | 愛知県     |                                          |
|                         | 月曜 3:30 - 4:00（日曜深夜） | BS11       | 日本全域   | 『ANIME+』枠                             |

### BD / DVD
| 巻 | 発売日         | 収録話          | 規格品番  | 規格品番  |
| 巻 | 発売日         | 収録話          | BD限定版  | DVD限定版 |
| -- | -------------- | --------------- | --------- | --------- |
| 1  | 2016年6月24日  | 第1話           | BCXA-1126 | BCBA-4770 |
| 2  | 2016年7月22日  | 第2話           | BCXA-1127 | BCBA-4771 |
| 3  | 2016年8月26日  | 第3話 - 第4話   | BCXA-1128 | BCBA-4772 |
| 4  | 2016年9月27日  | 第5話 - 第6話   | BCXA-1129 | BCBA-4773 |
| 5  | 2016年10月26日 | 第7話 - 第8話   | BCXA-1130 | BCBA-4774 |
| 6  | 2016年11月25日 | 第9話 - 第10話  | BCXA-1131 | BCBA-4775 |
| 7  | 2016年12月22日 | 第11話 - 第12話 | BCXA-1132 | BCBA-4776 |

### Twitterアニメ
Twitterアニメ『田中くんは今日もけだるげ』
twitterで配信された短編アニメ。
| 話数   | サブタイトル   | 配信日        |
| ------ | -------------- | ------------- |
| 第1話  | 田中くんの1日  | 2016年 4月7日 |
| 第2話  | パン争奪戦     | 4月10日       |
| 第3話  | 田中の想像     | 4月12日       |
| 第4話  | 夢             | 4月15日       |
| 第5話  | パックのお茶   | 4月21日       |
| 第6話  | メール         | 4月23日       |
| 第7話  | 工事中         | 4月25日       |
| 第8話  | ゲーム         | 4月28日       |
| 第9話  | カップ麺       | 4月30日       |
| 第10話 | アイス         | 5月4日        |
| 第11話 | コーンスープ   | 5月6日        |
| 第12話 | 田中ルート検索 | 5月8日        |
| 第13話 | 新しい持ち方   | 5月12日       |
| 第14話 | マッサージ     | 5月17日       |
| 第15話 | ひつじ         | 5月19日       |
| 第16話 | リモコン       | 5月23日       |
| 第17話 | マジックハンド | 5月25日       |
| 第18話 | プリン         | 5月28日       |
| 第19話 | 荷台           | 6月1日        |
| 第20話 | メッセージ     | 6月3日        |
| 第21話 | タグ           | 6月6日        |
| 第22話 | 台風           | 6月7日        |
| 第23話 | 掃除           | 6月9日        |
| 第24話 | 筋トレ         | 6月11日       |
| 第25話 | 女子力         | 6月13日       |
| 第26話 | 茶柱           | 6月15日       |
| 第27話 | 歩幅           | 6月17日       |
| 第28話 | トイレ         | 6月20日       |
| 第29話 | ソフトボール   | 6月21日       |
| 第30話 | 夢             | 6月24日       |
| 第31話 | 超能力         | 6月25日       |
| 第32話 | スカート丈     | 6月27日       |
| 第33話 | ガム           | 6月28日       |
| 第34話 | 概念           | 6月29日       |
| 第35話 | 腹式呼吸       | 7月1日        |

### 特典アニメ
DVD&Blu-ray各巻収録短編エピソード。
| 話数   | サブタイトル             | 脚本     | 絵コンテ          | 演出     | 作画監督            | 総作画監督 |
| ------ | ------------------------ | -------- | ----------------- | -------- | ------------------- | ---------- |
| 第一話 | 田中vs太田 仁義なき戦い  | 面出明美 | 井上圭介          | 伊部勇志 | 小松原聖            | 飯塚晴子   |
| 第二話 | 小さいことはいいことだ？ | 面出明美 | 井上圭介          | 伊部勇志 | 小松原聖            | 飯塚晴子   |
| 第三話 | 太田くんの幸せレシピ     | 面出明美 | 伊部勇志          | 伊部勇志 | 加藤久美子 山本亮友 | 飯塚晴子   |
| 第四話 | 白石さん、恋の手相占い   | 面出明美 | 伊部勇志 面出明美 | 伊部勇志 | 南雲紋              | 飯塚晴子   |
| 第五話 | 越前、宿命のたいけつ     | 面出明美 | 伊部勇志 面出明美 | 伊部勇志 | 加藤久美子          | 飯塚晴子   |
| 第六話 | 西園寺さんと不可解な客達 | 面出明美 | 伊部勇志 面出明美 | 伊部勇志 | 今吉生馬            | 飯塚晴子   |
| 第七話 | 太田家のクッキング講座   | 面出明美 | 伊部勇志 面出明美 | 伊部勇志 | 南雲紋              | 飯塚晴子   |

### Webラジオ
『田中くんはラジオもけだるげ』のタイトルでHiBiKi Radio Stationにて2016年4月8日から7月15日まで毎週金曜日に配信された。全15回。パーソナリティは高森奈津美（宮野 役）と諏訪彩花（越前 役）。
ゲスト
- 第02回：井口祐一（加藤 役）
- 第03回：細谷佳正（太田 役）
- 第04回：興津和幸（志村 役）
- 第05回：小岩井ことり（白石 役）
- 第06回：Unlimited tone（オープニングテーマ担当アーティスト）
- 第07回：rino（エンディングテーマ担当グループ「CooRie」ボーカル）
- 第08回：悠木碧（莉乃 役）
- 第09回：川面真也（監督）
- 第10回：東山奈央（早夜 役）
- 第11回：永峰遙（きっちゃん 役）、関根明良（ミヨちゃん 役）
- 第12回：小野賢章（田中 役）
- 第13回：ウダノゾミ（原作者）
- 第15回：飯塚晴子（キャラクターデザイン、総作画監督）、川面真也（監督）

コーナー
ふつうのおたより以外はいずれも作品名にちなみ「○○はいつも×××げ」で統一している。
- ふつうのおたより - リスナーから寄せられた普通のメッセージや質問、作品の感想を普通に紹介する
- リスナーさんはいつもけだるげ - リスナーのけだるげで楽しかったこと、逆にだるくて失敗したエピソード
- 白石さんはいつも不安げ - 白石のキャラクターに合わせて「ちょっとした秘密ごと」を募集する
- 越前さんはいつも悩ましげ - 思い込みの激しい越前のキャラクターに合わせて「しょうもない悩み事、体験」を募集、諏訪が解決する
- 太田くんはいつも頼もしげ - 太田のキャラクターに合わせて「まわりの頼もしい人物」のエピソードを募集
- 宮野さんはいつかけだるげ - けだるげをめざす宮野のキャラクターに合わせて「このセリフを言えばけだるげに思われる」フレーズを募集し、実際に高森が読む

| 毎日放送 アニメシャワー 第1部 | 毎日放送 アニメシャワー 第1部 | 毎日放送 アニメシャワー 第1部 |
| 前番組                        | 番組名                        | 次番組                        |
| ----------------------------- | ----------------------------- | ----------------------------- |
| デュラララ!!×2 結             | 田中くんはいつもけだるげ      | Rewrite                       |